# المدائن

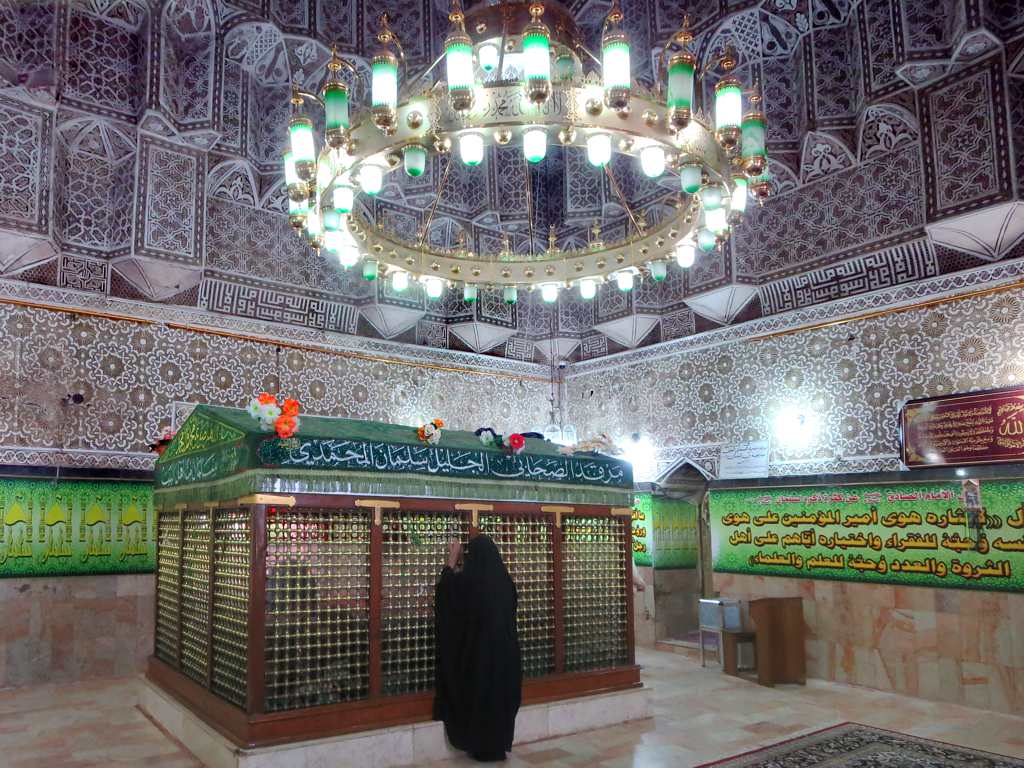
ضريح الصحابي سلمان الفارسي

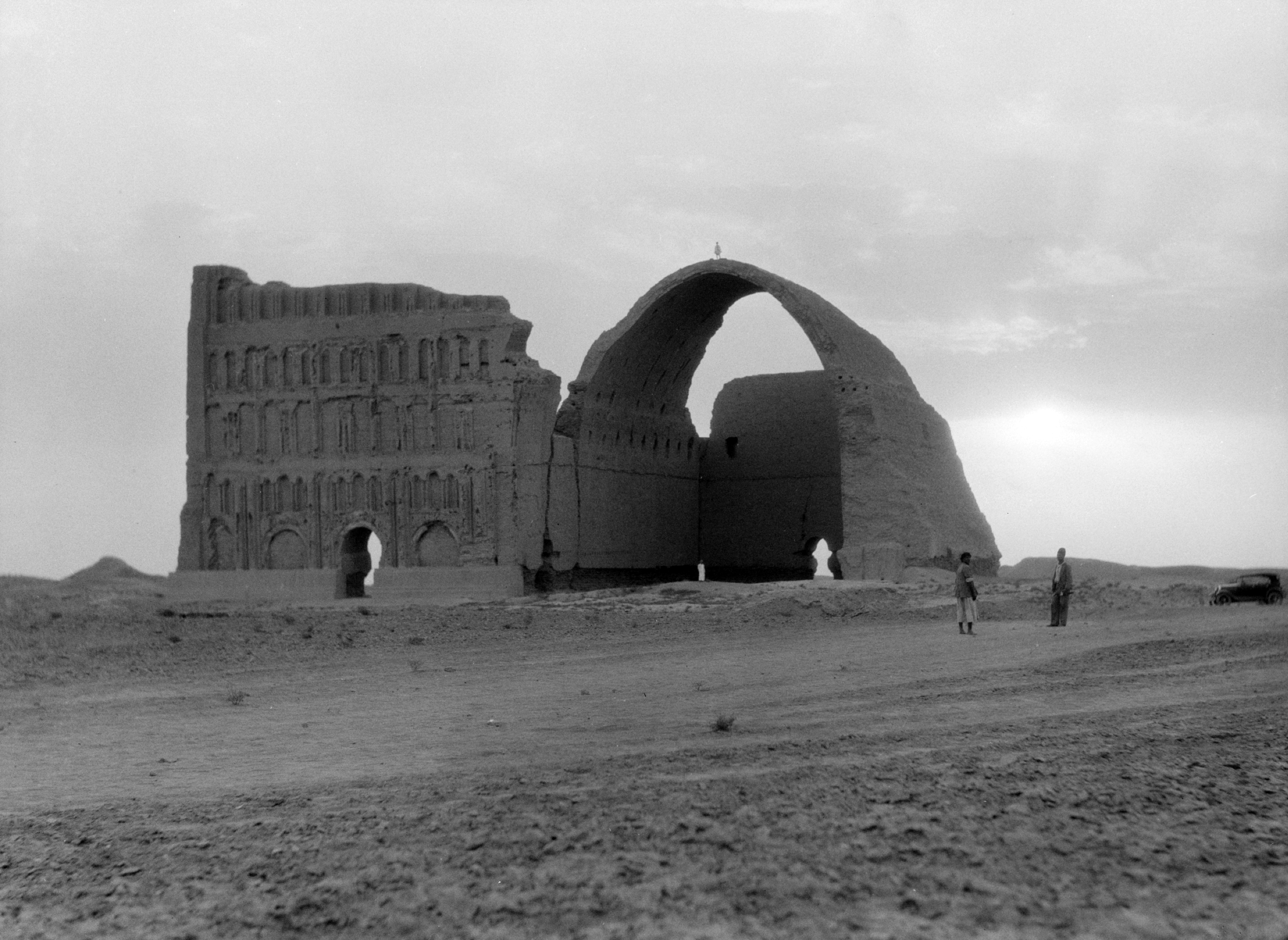
ما تبقى من طاق كسرى عام 1932

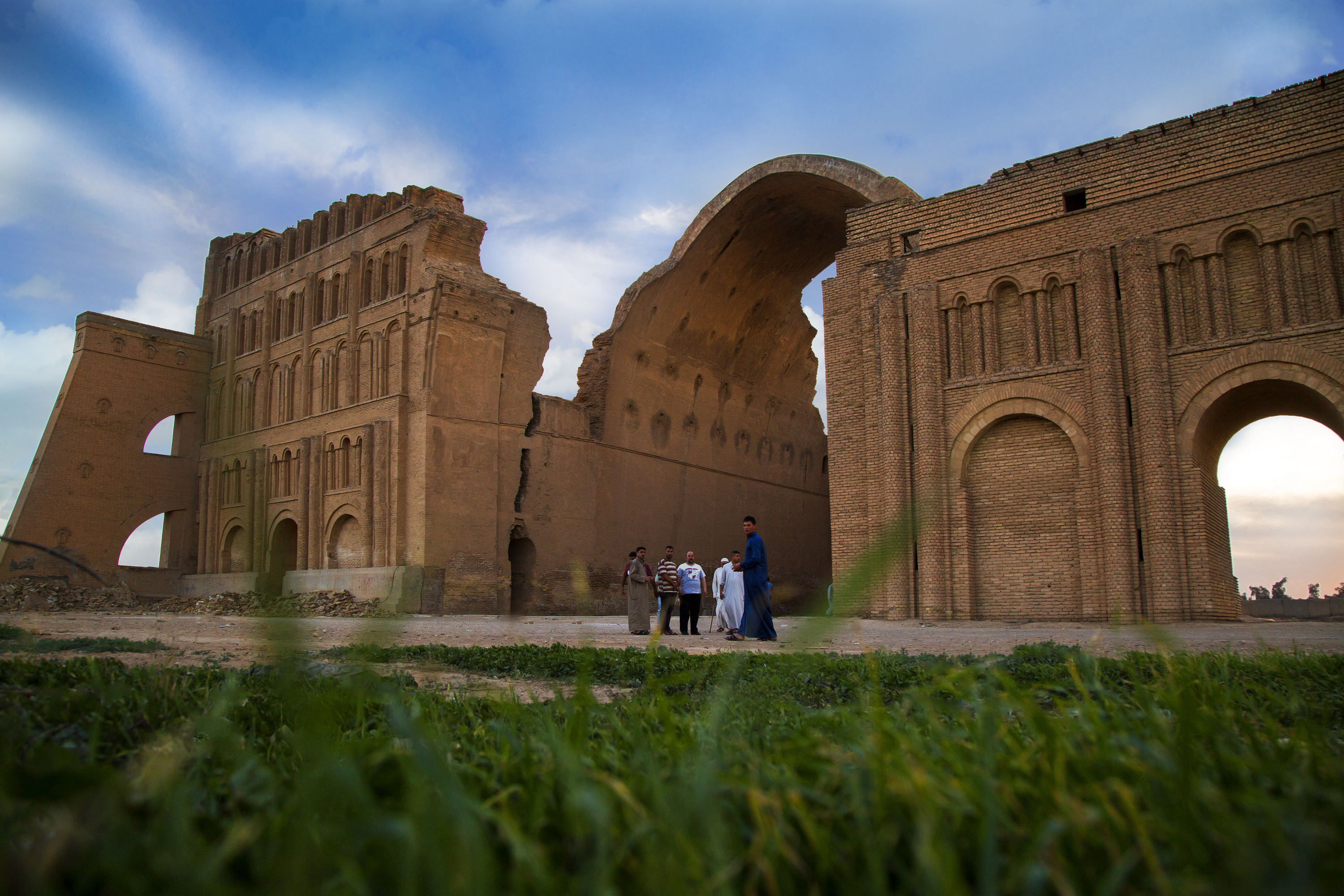
طاق كسرى ويظهر حولة مجموعة من أفراد الشرطة العراقية عام 2008

المدائن أو سلمان باك وهي مدينة عراقية تقع على بعد بضعة كيلومترات جنوب شرق بغداد, بنيت المدائن قرب مدينة المدائن التاريخية عاصمة الساسانيين الفرس قطسيفون وسلوقية، بالنسبة لقطسيفون حيث كانت تسمى بالفارسية الفهلوية تيسفون. بينما سلوقية بنيت قريبه من تسيفون. لذلك سميت بالمدائن. تضم البلدة الحالية قبر الصحابي سلمان الفارسي وكذلك مبنى ايوان كسرى ومن قراها التاريخية قرية جيلان التي ذكرها معظم الجغرافيين العرب ونسب إليها بعض المؤرخين منهم (مصطفى جواد) في كتابه اصول التاريخ و(حسين علي محفوظ) في كلمته بمؤتمر اتحاد المؤرخين العرب في التسعينيات (الشيخ عبد القادر الجيلاني) والمنطقة طاق كسرى (إيوان المدائن). يسميها الأهالي حاليا سلمان باك وذلك نسبة لقبر(الصحابي سلمان الفارسي)  نسب إليها العديد من الاعلام.

## طيسفون
مدينة قطيسفون (المدائن) التي بناها الإغريق قبل الميلاد وورثها الفرس، والتي استمرت كمركز رئيسي للبلاد حتى حلت محلها بغداد في القرن الثامن.
يبلغ عدد سكان مدينة سلمان باك 76 ألف نسمة اما قضاء المدائن بالكامل فيبلغ عدد سكانه 434,000 نسمة.

## أعلام
- دولتشاه القاجاري